# Oms (comune)
Oms (in catalano Oms) è un comune francese di 284 abitanti situato nel dipartimento dei Pirenei Orientali nella regione dell'Occitania.

## Società

### Evoluzione demografica
Abitanti censiti